# Hattonchâtel
Hattonchâtel est une ancienne commune française du département de la Meuse en région Grand Est. Elle est associée à celle de Vigneulles-lès-Hattonchâtel depuis 1973.

## Géographie
Le village est situé sur un éperon rocheux à une altitude de 355 m, et domine de 80 m la plaine de la Woëvre et le lac de Madine.
Le promontoire est protégé en tant que  Site inscrit naturel.

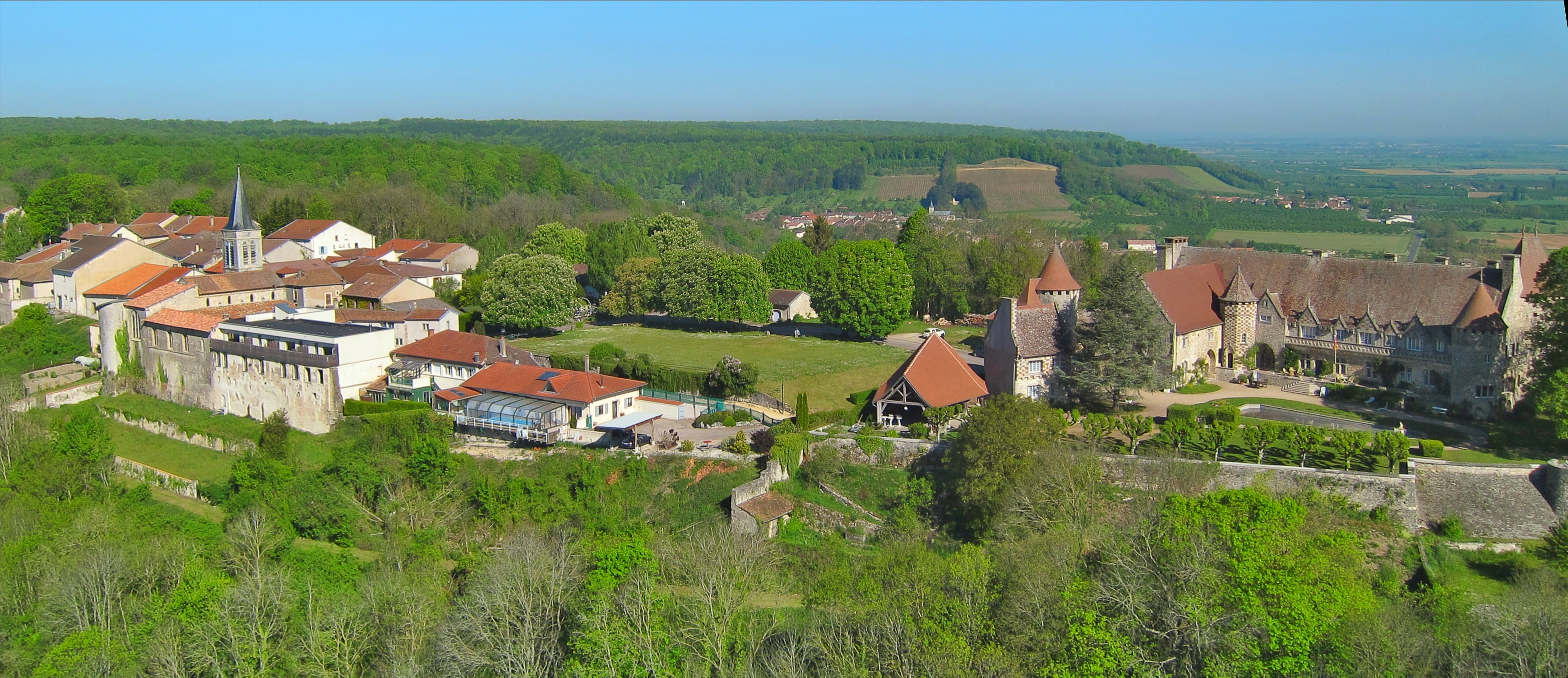
Versant sud du promontoire, de la collégiale au château actuel.

## Toponymie
Anciennement mentionné : Atona (812) ; Castrum Haddonis (1015) ; Hattoni-castrum (1047) ; Hattoni-castrum, Hadonis-castrum, Hattonis-castrum, Hatton-castel (XIe siècle) ; Hadonis-castrum (1060) ; Hattonis-castellum (1082) ; Haidonis-castrum (1103) ; Hatonis-castrum (1158) ; Attoni-castrum (1180) ; Scil. turrim Hatoni-castri (1210) ; Scilicet turrim Hattonis-castri (1218) ; Ad firmitatem de Hattonis-castro (1222) ; Hardonchastel, Hadonchastel (1240) ; Hadonchatel (1247) ; Hathonchastel (1267) ; Hatonchasteil (1285) ; Hattonchastel (1331) ; Hathonchasteil (1337) ; Hatonchastel (1399) ; Hathonium-castrum (1502) ; Haton (1535) ; Hatouchastel (1549) ; Hattomchastel (1566) ; Hatton-Chasteau (1642) ; Hatton-Château (1671) ; Hattonchâteau (1738) ; Haton-Châtel, Haton-Château (1749).
Hattonchâtel : « Château de Hatton », évêque de Verdun. Nombreuses mentions.

## Histoire
Vers 859, Hatton, évêque de Verdun de 847 à 870 à l'époque carolingienne, décide d'installer sur ce promontoire, qui porte alors le nom de « Mont aux Bruyères », sa résidence principale et d'y construire un château. Il y établit également une chapelle qu'il fait par la suite ériger en paroisse.
Au Xe siècle, Mathilde de Saxe, épouse de Godefroid Ier de Verdun, encouragée par Gerbert d'Aurillac, le futur pape Sylvestre II, défend la forteresse d'Hattonchâtel, jusqu’à l’extrêmité, contre Lothaire, roi de France, qui retient son mari prisonnier. Lothaire est forcé d’en lever le siège vers 980,,.
En 1328, la paroisse d'Hattonchâtel devient église collégiale et prend le titre d'église Saint-Michel.
Pendant le Moyen Âge, la ville est la première forteresse de l'évêché et le siège ordinaire de sa cour des Grands-Jours : une charte de 1352 précise qu'Hattonchâtel est le principal lieu où les évêques font frapper monnaie jusqu'en 1546, date à laquelle Hattonchâtel passe dans la maison de Lorraine.
La commune a eu des seigneurs dont la maison est éteinte depuis longtemps et qui portaient « de sable à la croix d’or, écartelé de Clermont en Argonne, qui est d’azur à six annelets d’argent, posés trois, deux, un et traversés de dards de même ».
En 1636, durant la guerre de Trente ans, Hattonchâtel est assiégée durant 15 jours par les troupes suédoises qui se retiraient de France. Le village est alors saccagé et brûlé.
Durant la Première Guerre mondiale, le village situé non loin de la ligne de front est dévasté. Le château sera reconstruit à partir de 1923 par Henri Jacquelin, architecte normand originaire d’Évreux, grâce au financement de la femme d'affaires et philanthrope américaine Belle Skinner, dans un le style néo-renaissance. Il produira l'ultime château troubadour de Lorraine, un pastiche qui utilisait des vestiges de l'édifice du XIe siècle.
Le 1er mars 1973, la commune d'Hattonchâtel est rattachée à celle de Vigneulles-lès-Hattonchâtel, sous le régime de la fusion-association,.

## Administration
| Période                                  | Période | Identité | Étiquette | Qualité |
| ---------------------------------------- | ------- | -------- | --------- | ------- |
|                                          |         |          |           |         |
| Les données manquantes sont à compléter. |         |          |           |         |

| Période                                  | Période  | Identité                | Étiquette | Qualité |
| ---------------------------------------- | -------- | ----------------------- | --------- | ------- |
|                                          |          | René Banzet (1931-2021) |           |         |
|                                          | En cours | Christophe Leblan       |           |         |
| Les données manquantes sont à compléter. |          |                         |           |         |

## Démographie
| 1793 | 1800 | 1806 | 1821 | 1831 | 1836 | 1841 | 1846 | 1851 |
| ---- | ---- | ---- | ---- | ---- | ---- | ---- | ---- | ---- |
| 397  | 400  | 430  | 468  | 505  | 506  | 511  | 482  | 498  |

| 1856 | 1861 | 1866 | 1872 | 1876 | 1881 | 1886 | 1891 | 1896 |
| ---- | ---- | ---- | ---- | ---- | ---- | ---- | ---- | ---- |
| 413  | 425  | 432  | 421  | 409  | 378  | 360  | 340  | 327  |

| 1901 | 1906 | 1911 | 1921 | 1926 | 1931 | 1936 | 1946 | 1954 |
| ---- | ---- | ---- | ---- | ---- | ---- | ---- | ---- | ---- |
| 319  | 280  | 230  | 122  | 149  | 176  | 187  | 139  | 103  |

| 1962 | 1968 | 1975 | 1982 | 1990 | 1999 | 2006 | 2007 | 2012 |
| ---- | ---- | ---- | ---- | ---- | ---- | ---- | ---- | ---- |
| 82   | 70   | -    | -    | -    | -    | -    | -    | -    |

| 2016 | 2020 | - | - | - | - | - | - | - |
| ---- | ---- | - | - | - | - | - | - | - |
| 102  | -    | - | - | - | - | - | - | - |

## Culture locale et patrimoine

### Lieux et monuments

#### Architecture civile
- Château-fort (MH[10]), classé monument historique par le Ministère français de la Culture depuis 1986, est une propriété privée. Le château est géré comme un hôtel, un centre de mariage et de congrès.

48° 59′ 33″ N, 5° 42′ 21″ E

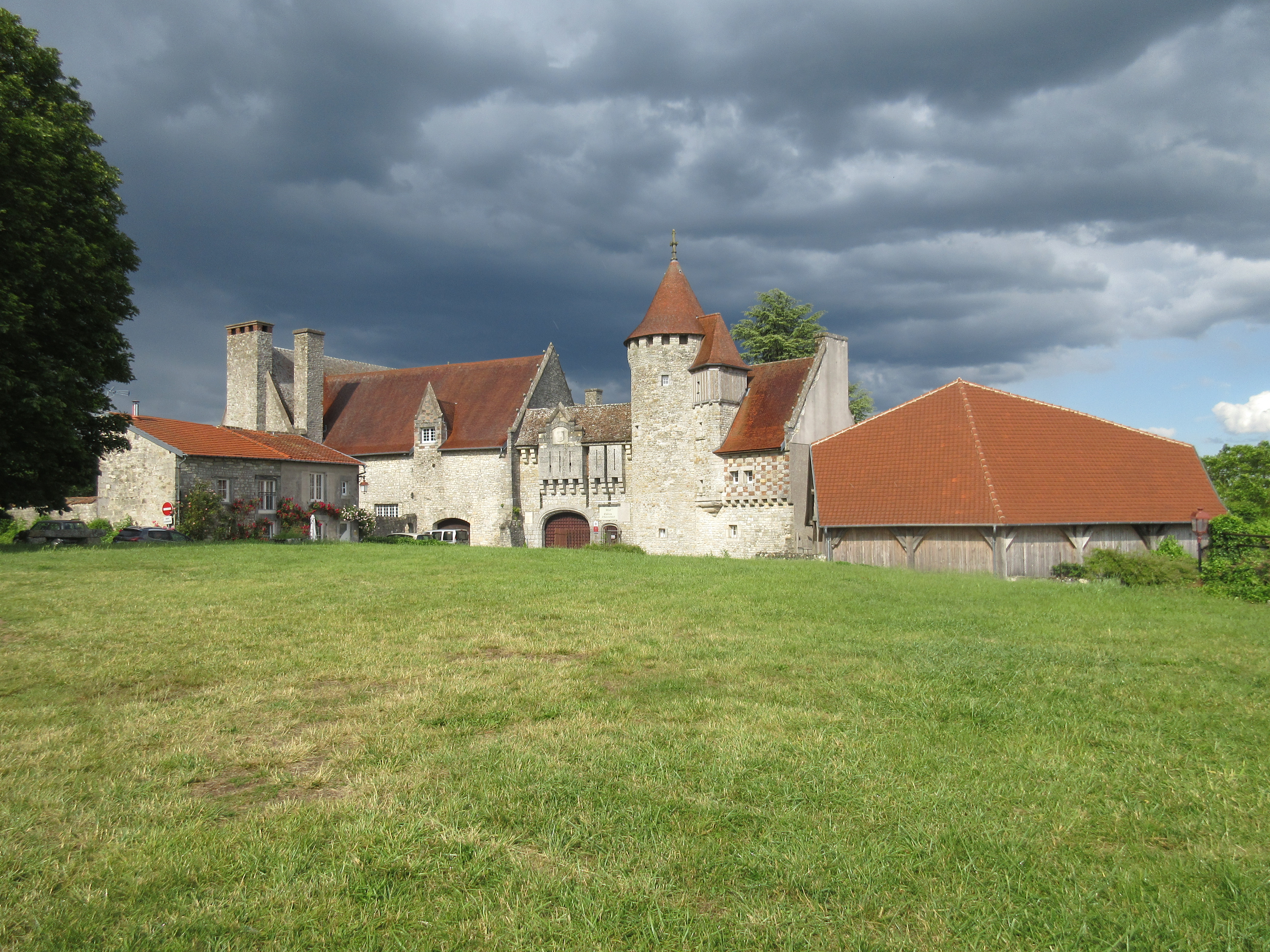
Château d'Hattonchâtel
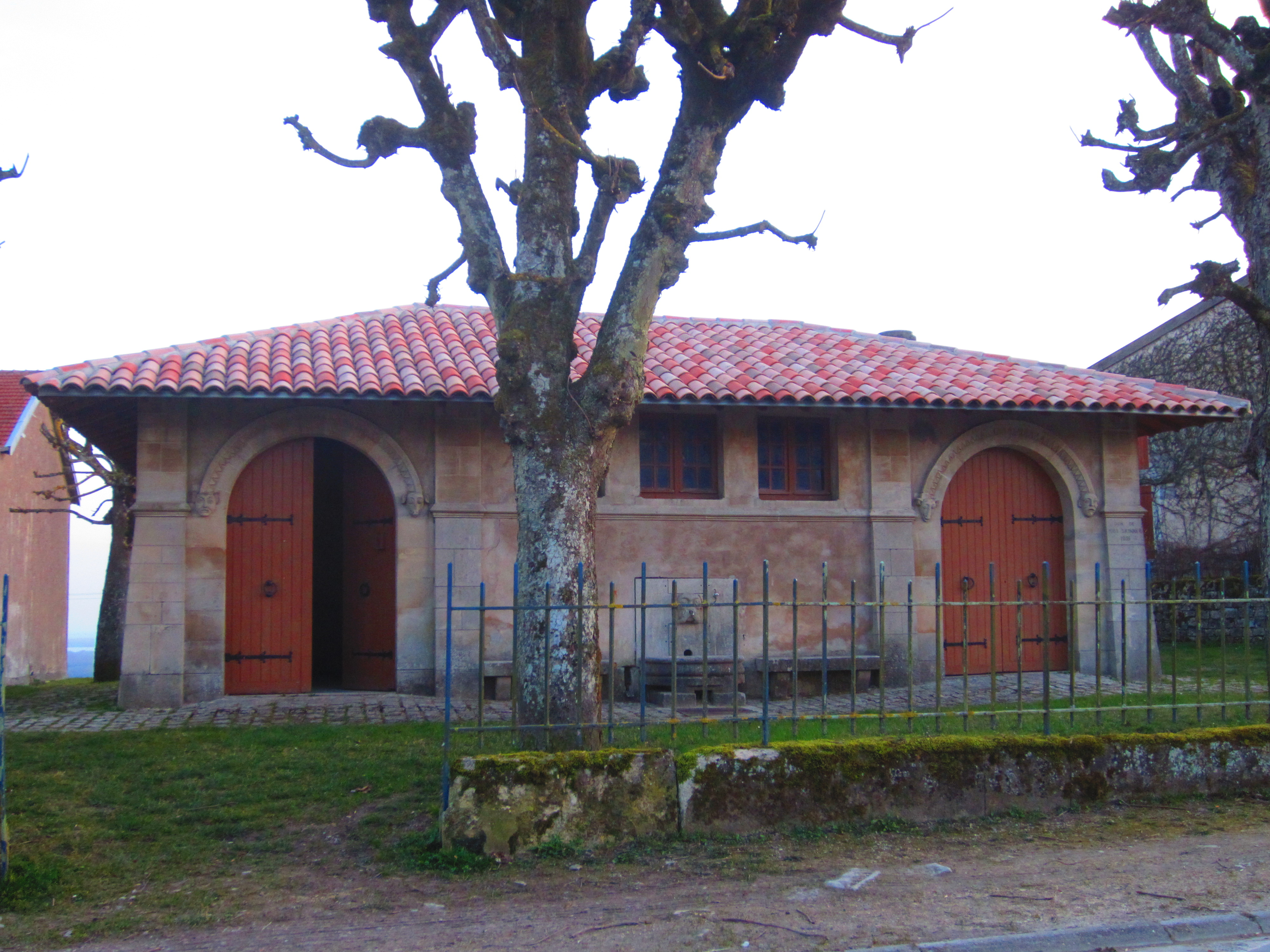
Le lavoir
Partie ancienne du village, en grande partie reconstruite
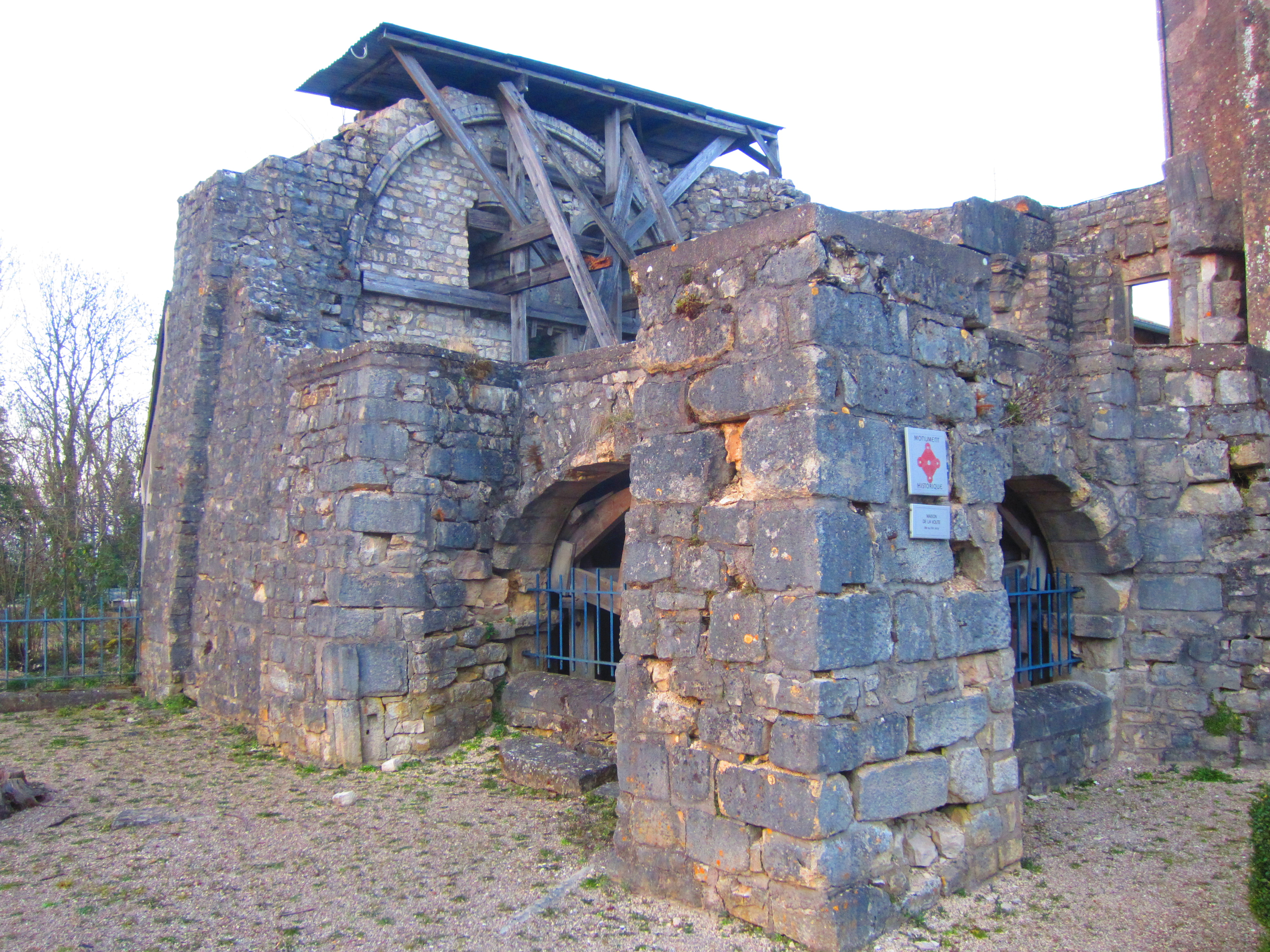
La maison des voûtes assurait l'accès au village
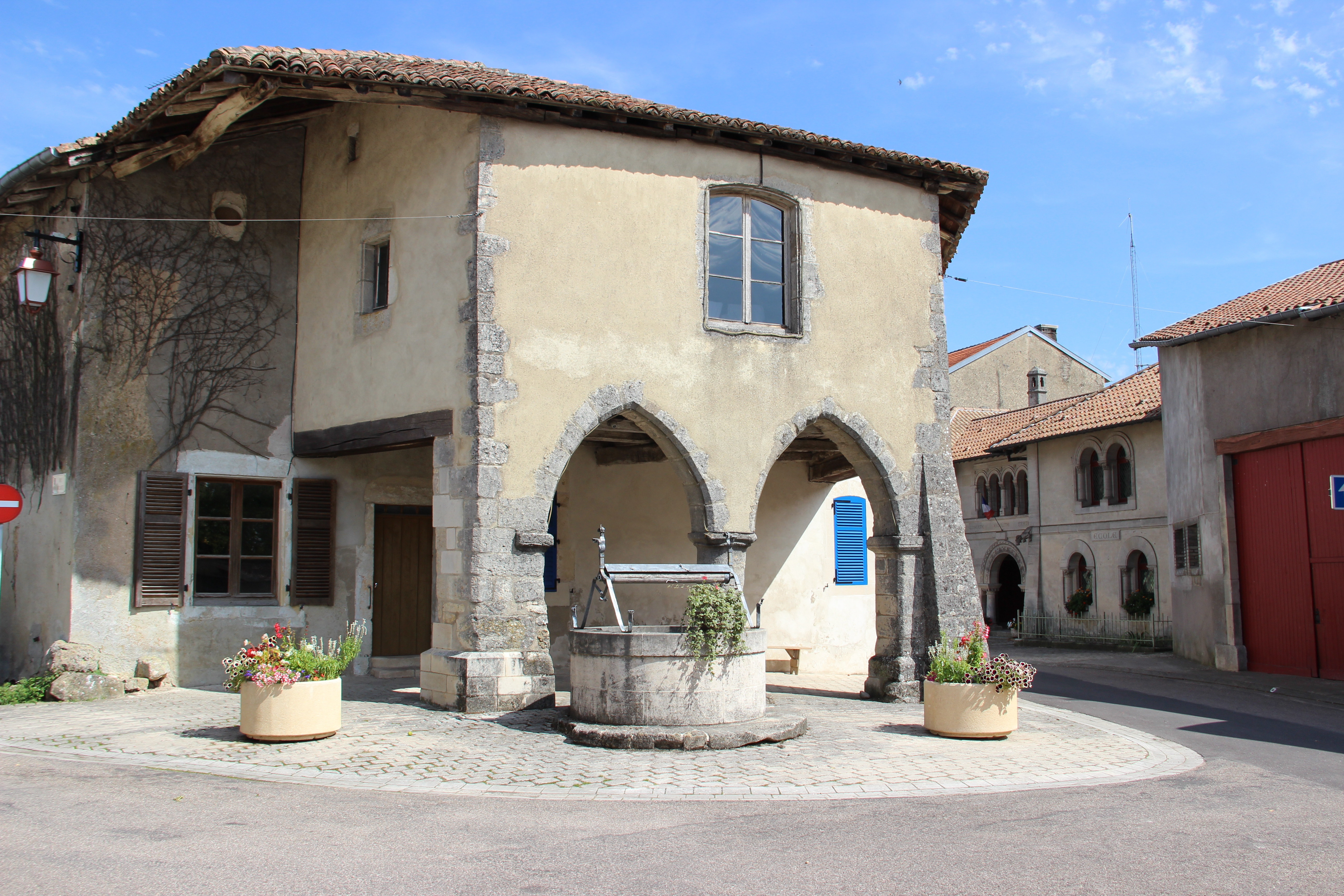
Place centrale de l'ancien village avec sa maison aux arcades et son puits
La place durant la médiévale 2017
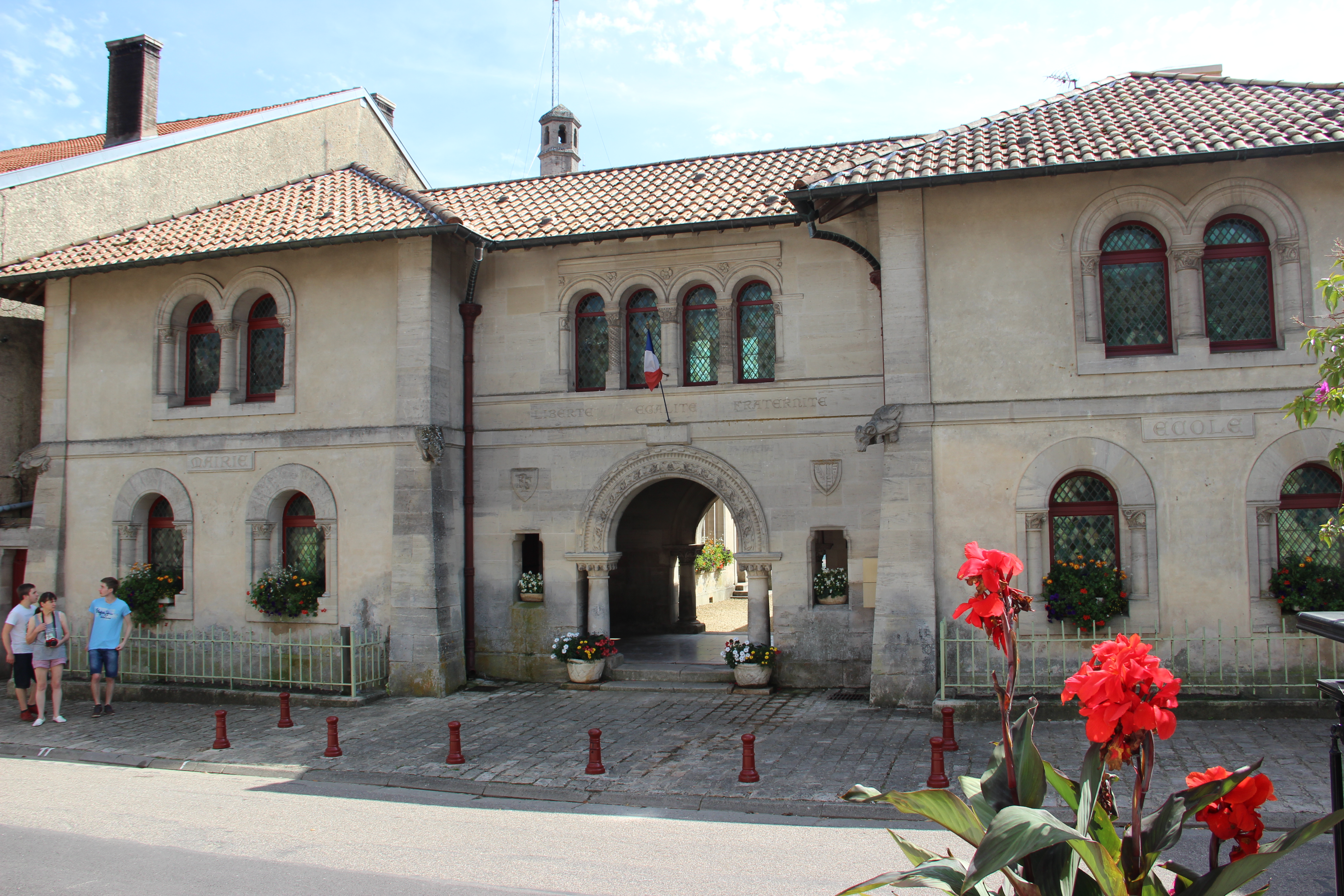
Façade de la mairie-école
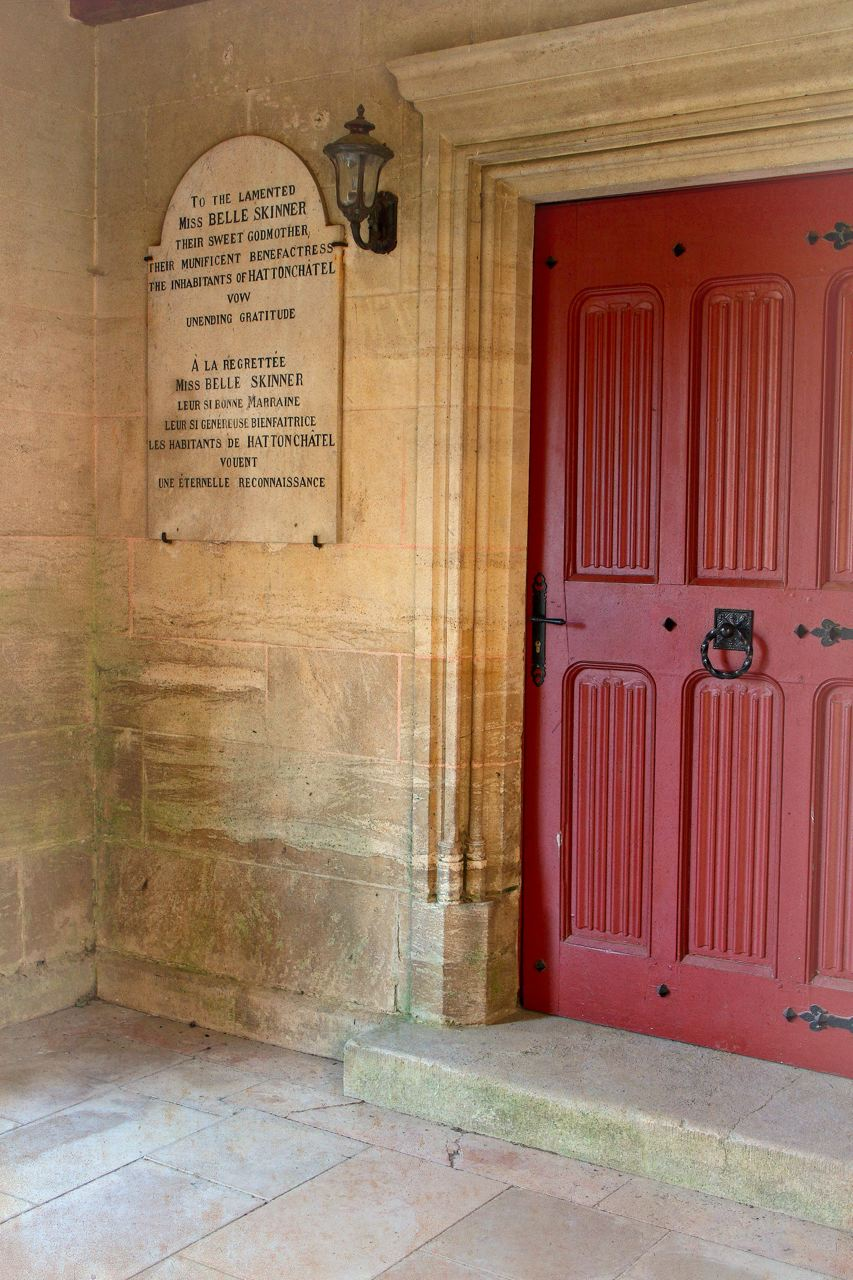
Entrée de la mairie
Panorama de la mairie-école jusqu'à la Butte de Montsec
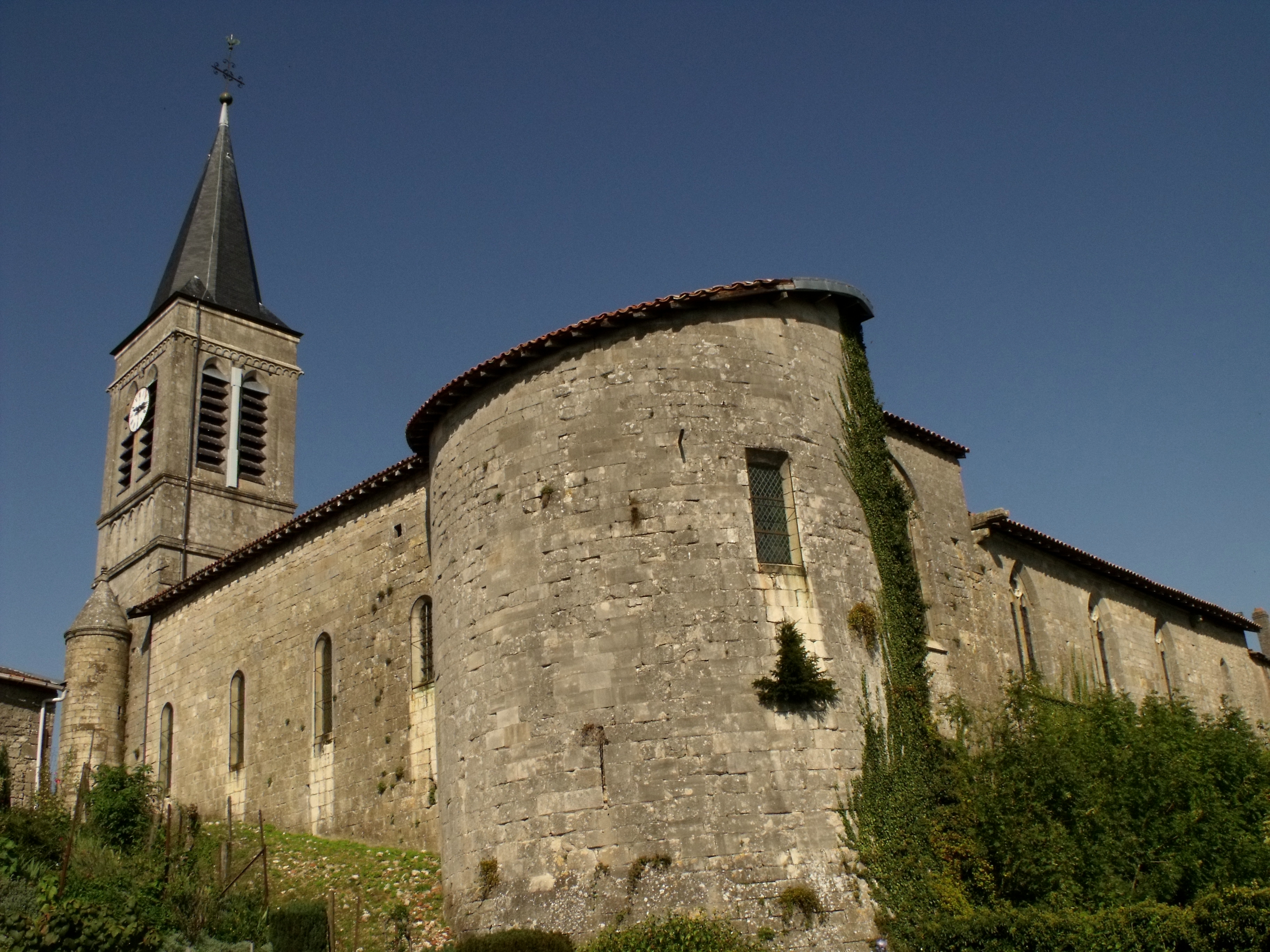
Collégiale Saint-Maur
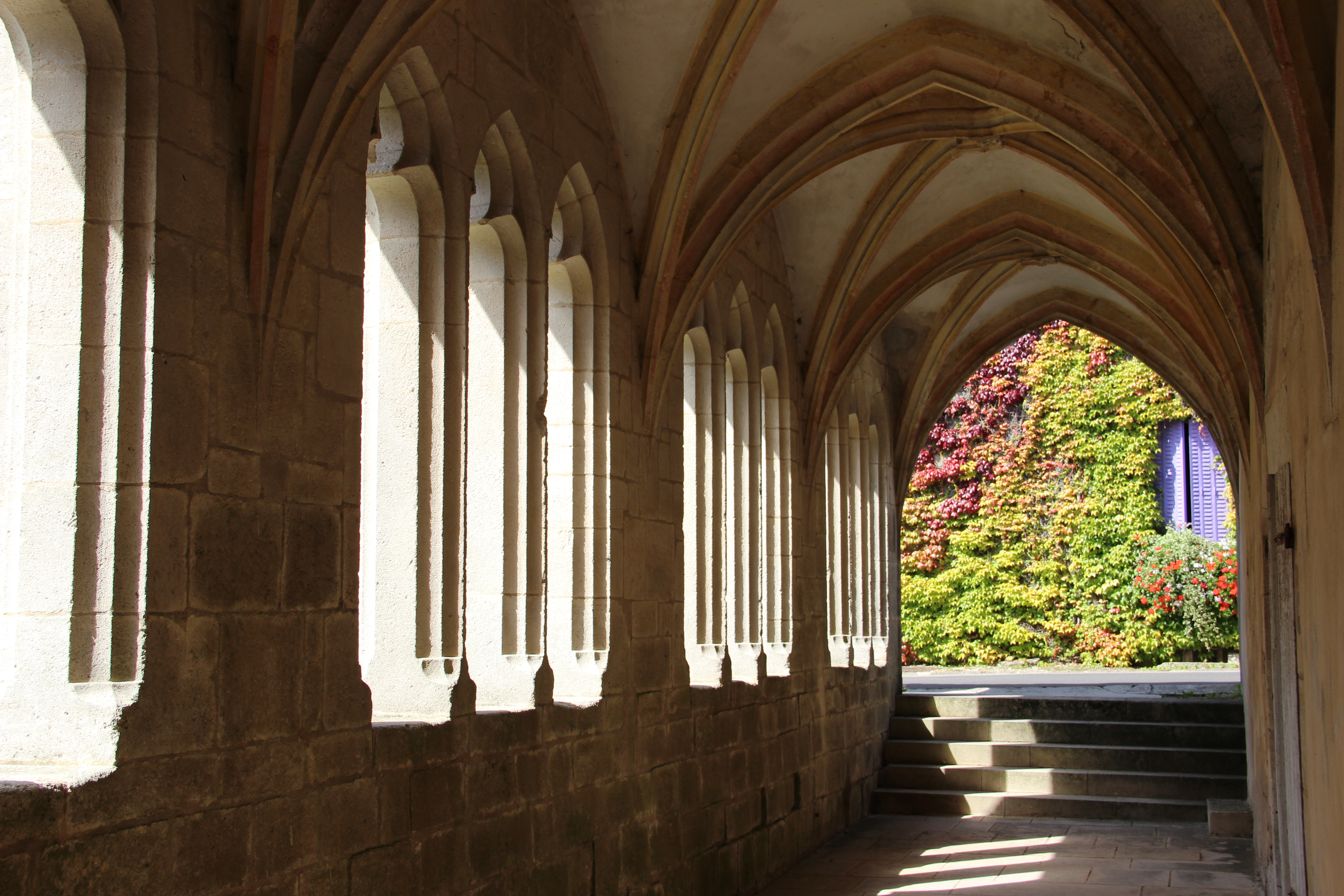
Son cloître
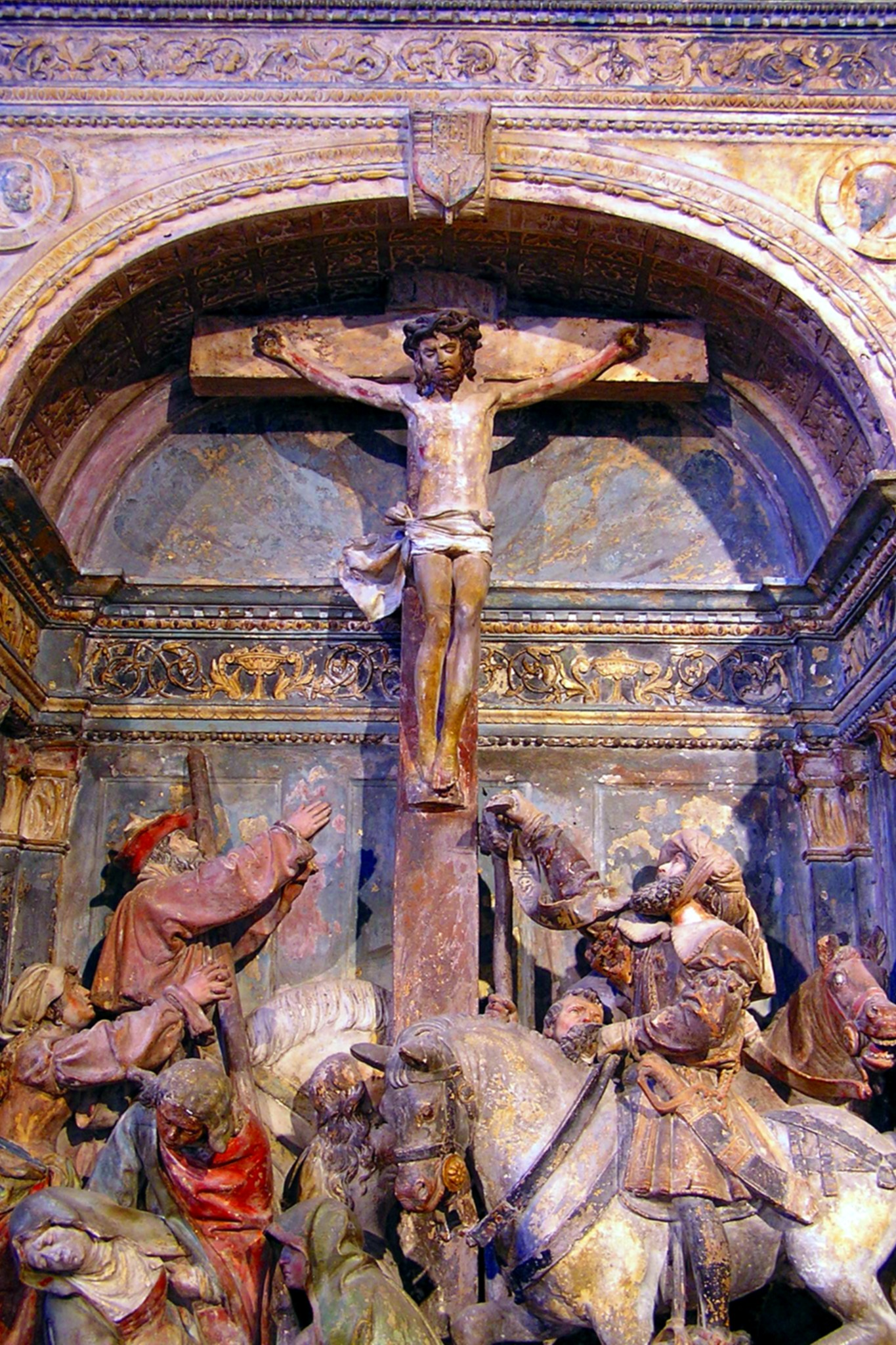
Détail de son retable attribué à Ligier Richier

- Maison gothique aux arcades, construite vers le XIVe siècle. C'est sous les arcades de cette maison, appelée le Châtelet, devant le grand puits, que le prévôt d'Hattonchâtel rend la justice. (MH).
- Maison des voûtes du XIIe siècle (romano-gothique) MH.
- Le lavoir Skinner, construit en 1921 grâce aux subsides de Miss Skinner, architecture japonaise et art médiéval.
- La mairie-école, construite en 1923 grâce aux subsides de Miss Skinner.
- Ancienne maison des familles Aubert, Legagneur et Salmon-Legagneur, reconstruite après la Grande Guerre.
- Monument aux morts de 1914-1918 dont la figure principale, une femme en recueillement devant la dépouille de son enfant, est due au sculpteur Ernest Nivet ; celle-ci orne également le monument aux morts de la ville de La Châtre dans l'Indre.

#### Architecture religieuse
- Église collégiale Saint-Maur XIe siècle (MH) abritant un retable Renaissance en pierre sculptée polychrome de 1523 attribué à Ligier Richier : représente trois épisodes de la Passion (MH).

Elle a été rebâtie par les chanoines au XIVe siècle puis restaurée après la Première Guerre mondiale (vitraux modernes de Jacques Grüber).
- A côté de l'église un cloître, construit en 1328 (MH).

### Personnalités liées à la commune
- Mathilde de Saxe, comtesse de Flandre, puis comtesse de Basse-Lotharingie.
- Hubert Michel Fortuné Legagneur, né à Hattonchâtel en 1797, mort à Paris en 1876. Magistrat, pair de France, commandeur de la Légion d'honneur. Tombe à Hattonchâtel.
- Charles-Auguste Salmon (1805-1892). Magistrat. Député de la Meuse en 1848 et 1849. Délégué par le gouvernement français aux pourparlers de paix en 1871 chargé de la défense des intérêts des magistrats et officiers ministériels de la Lorraine et de l'Alsace annexées par l'Allemagne. Sénateur de la Meuse en 1876. Correspondant de l'Institut (Acad. des Sc. Morales et Politiques). Tombe à Hattonchâtel.
- Rupprecht de Bavière, prince héritier, fils du dernier roi de Bavière Louis III. Maréchal de l'armée allemande. Occupa Hattonchâtel pendant la guerre de 1914-1918.
- Miss Belle Skinner, américaine, bienfaitrice d'Hattonchâtel dont elle contribua à relever les ruines après la guerre de 1914-1918. On lui doit la reconstruction du château, de la Mairie-école et du lavoir.

### Héraldique
| Blason de Hattonchâtel | Blason  | Parti au premier d'or à la bande de gueules chargée de trois alérions d'argent ; au second, écartelé au I et au IV de sable à la croix d'argent, au II et au III d'azur à six annelets d'argent disposés 3, 2, 1,. |
| Blason de Hattonchâtel | Détails | On trouve réunies, dans le blason de cette localité, les armes des ducs de Lorraine, ainsi que celles de ses anciens seigneurs. Le statut officiel du blason reste à déterminer.                                   |